# Vega del Rey
Vega del Rey es una aldea del Principado de Asturias perteneciente al concejo de Lena y parroquia de Castiello. Se sitúa en el recorrido de la carretera N-630, saliendo de Pola de Lena en dirección sur hacia al Puerto de Pajares y Campomanes, a unos 3,5 km.

## Datos de interés
Cruzan esta población la antigua carretera Nacional A-630 (Camino de la Plata) y el río Lena, a cuya orilla se sitúa. En esta villa y alrededores tuvieron lugar parte de los hechos bélicos ocurridos durante la llamada Revolución de Asturias, en el año 1934. Las fuerzas de los mineros respaldadas por sindicatos y algunas asociaciones políticas se enfrentaron a las fuerzas del ejército gubernamental que había entrado por Pajares y consiguieron detenerlo en esta población. Los combates tuvieron lugar en los aledaños de la Vega del Rey, cuesta de la Rasa, Arnón, colina anterior a la ermita de Santa Cristina de Lena y praderas de la falda del macizo de Brañavalera.
Vega del Rey celebra sus fiestas patronales el día de Santiago, el 25 de julio. La romería se instala, tradicionalmente, en una pradera al lado de la carretera general N-630. Allí se instalan barracas de feria, el quiosco para los músicos y se celebran carreras de caballos y baile. En sus cercanías, al otro lado del río y sobre una colina que es atalaya de la vega, se encuentra la ermita de Santa Cristina (Monumento Nacional). El día de la fiesta mayor tiene lugar la subasta ('Puya'l ramu', en asturiano) de los panes de escanda y la Misa mayor.
Poseía un puente colgante peatonal sobre el río Lena para dar acceso a la línea del ferrocarril de Renfe, conectando con el apeadero de La Cobertoria y con la ermita de Santa Cristina de Lena. También existe una carretera local que salva el dicho río Lena por un puente para permitir el tránsito rodado hacia el pueblo de Felgueras y hacia la ermita citada. Vega del Rey conserva un par de hórreos asturianos.
Vega del Rey contaba con un edificio que funcionaba como Escuela Nacional con dos aulas, una de maestro y otra de maestra. En la actualidad está desafectada. Los escolares se desplazan a la capital del Concejo, Pola de Lena.

## Hecho de guerra
En las cercanías de la Vega del Rey tuvo lugar la siguiente anécdota durante la Revolución de Asturias de 1934: las fuerzas revolucionarias tuvieron la desafortunada idea de enviar un burro cargado de explosivos contra las tropas gubernamentales. El pobre animal caminó un trecho hasta que cansado dio media vuelta en dirección a su cuadra. Los revolucionarios tuvieron que abatirlo a balazos por miedo a resultar perjudicados. Este hecho sirvió de acicate para que el poeta Rafael Alberti titulase una de sus poemarios, con el nombre de "El burro explosivo". Fue publicado por las Ediciones del 5º Regimiento Madrileño Madrid en 1.938.